# La La La (Never Give It Up)
La La La (Never Give It Up) è il singolo di debutto della cantante pop svedese September, pubblicato il 2 giugno 2003 dall'etichetta discografica Stockholm in Svezia.
La canzone è stata successivamente inserita nel primo album della cantante, September, pubblicato nel febbraio del 2004.

## Tracce
CD-Single (Stockholm 019 985-2 [se])
1. La La La (Never Give It Up) - 3:20
2. La La La (Never Give It Up) (Extended Version) - 5:54

Remixes - CD-Single (Stockholm 019 986-2 [se])
1. La La La (Never Give It Up) - 3:30
2. La La La (Never Give It Up) (Extended Version) - 5:52
3. La La La (Never Give It Up) (Soulfull Disco Mix Short) - 3:24
4. La La La (Never Give It Up) (Soulfull Disco Mix Long) - 5:07

## Classifiche
| Classifica (2003) | Posizione raggiunta |
| ----------------- | ------------------- |
| Svezia            | 8                   |